# Megaselia hemicyclia
Megaselia hemicyclia är en tvåvingeart som beskrevs av Rudolf Beyer 1965. Megaselia hemicyclia ingår i släktet Megaselia och familjen puckelflugor. Inga underarter finns listade i Catalogue of Life.